# Pooram

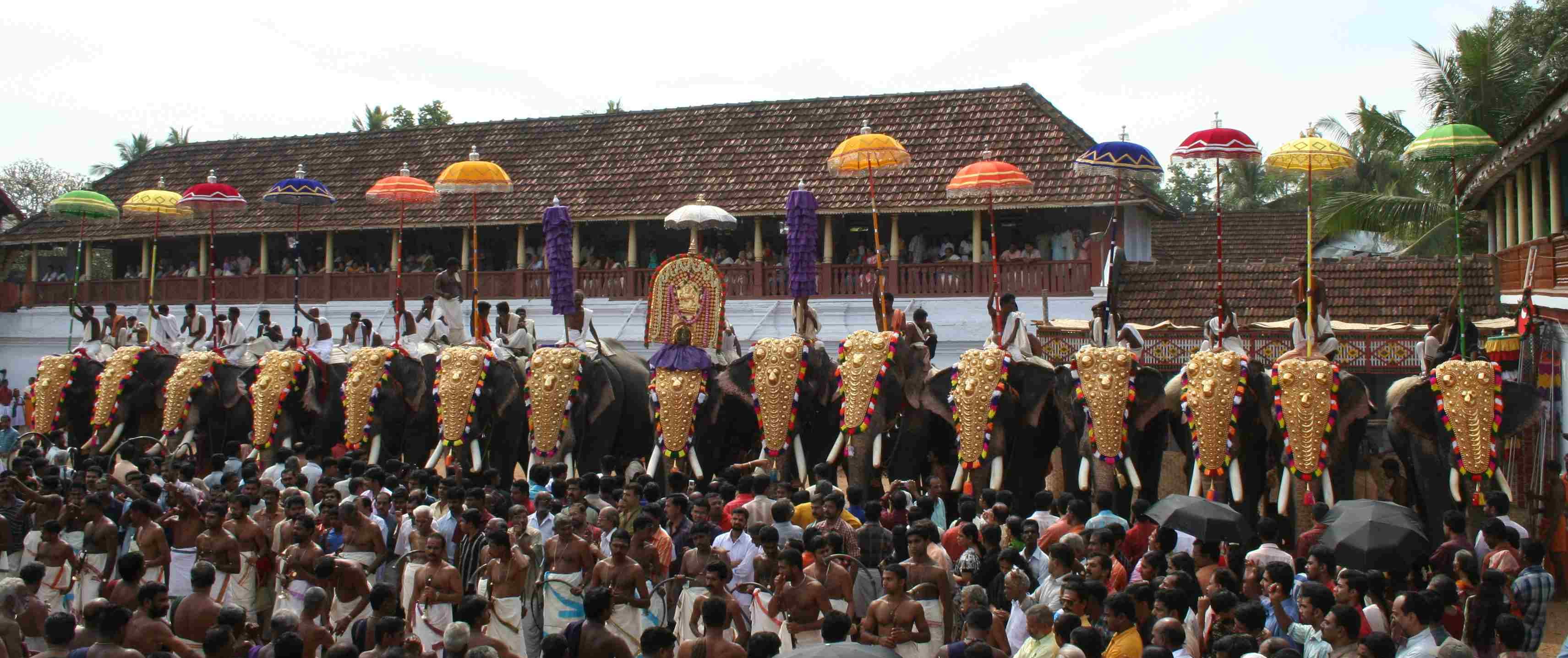
Éléphants lors du festival au Sree Poornathrayesa temple à Thrippunithura (Cochin)

Le pooram (prononciation [pu:ram] - en malayalam, പൂരം) est un festival, à la fois rite religieux hindouiste et compétition esthétique, ayant lieu annuellement et se déroulant dans plusieurs villes du Kerala central et dont le plus renommé est celui de Thrissur, la capitale culturelle et religieuse du Kerala.

## Les différents poorams

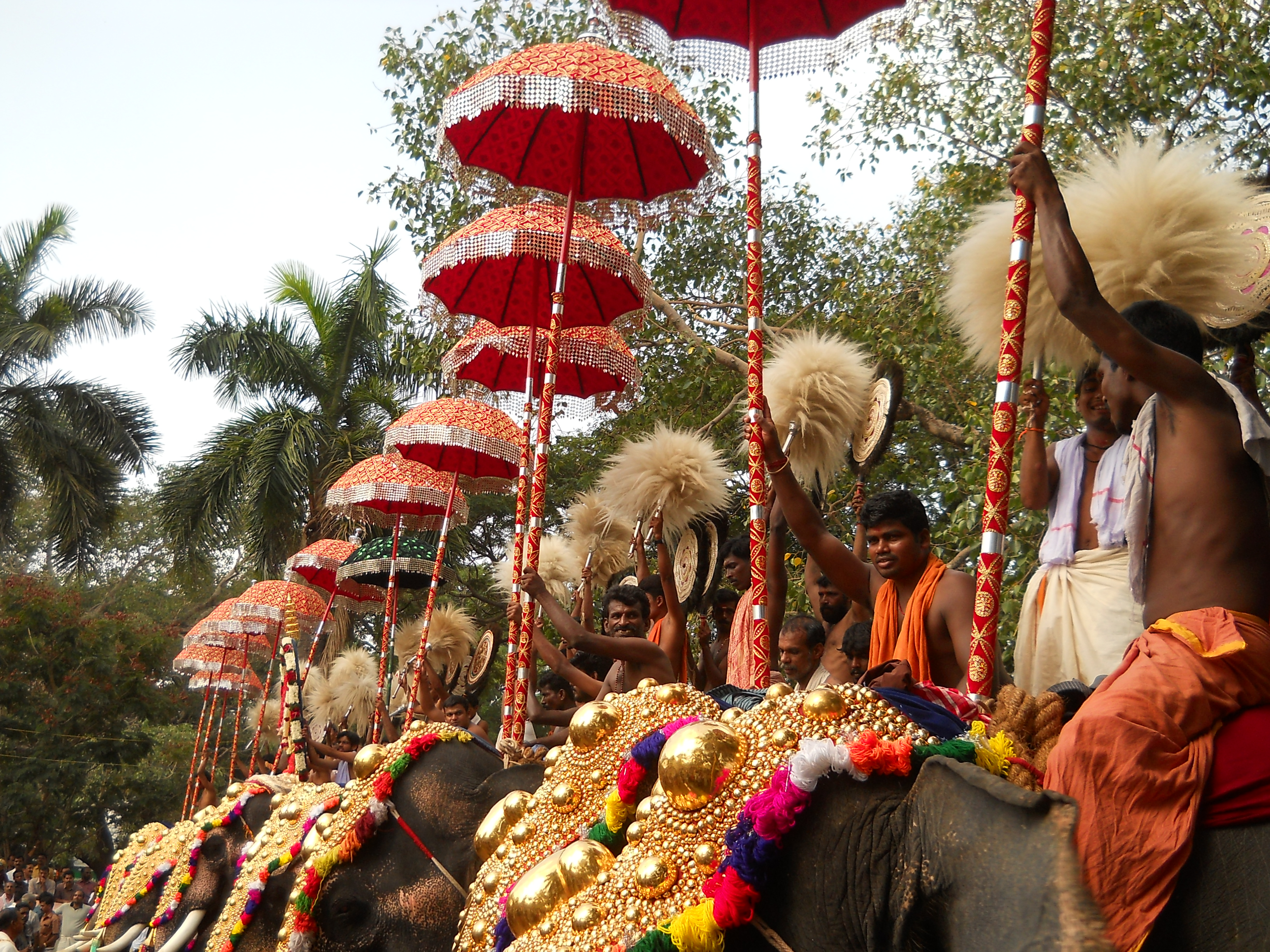
Pooram de Thrissur (2011)

Les principaux poorams ont lieu à Thrissur, Ernakulam, Palakkad et dans certaines régions du district de Malappuram. Ils se déroulent après la récolte d'été, pendant le mois de medam du malayalam, soit entre mi-avril et mi-mai. Au moins un éléphant richement décoré défile en procession lors du pooram. L'éléphant sert de véhicule à la divinité ainsi qu'à plusieurs prêtres. C'est la seule occasion où la divinité quitte l'enceinte du temple. Chaque localité où se déroule un pooram a une date propre pour son festival.
Cependant, certains poorams comme celui d'Aryankavu près de Shoranur ou celui de Machattu Thiruvanikavu Vela près de Vadakkancheri n'utilisent pas d'éléphants caparaçonnés, mais des mannequins de chevaux ou de bœufs. D'autres poorams se déroulent à Arattupuzha-Peruvanam, Nemmara Vallangi Vela (en), Uthralikavu,  Vairankode Vela (en)et Chinakkathoor.

## Le pooram de Thrissur

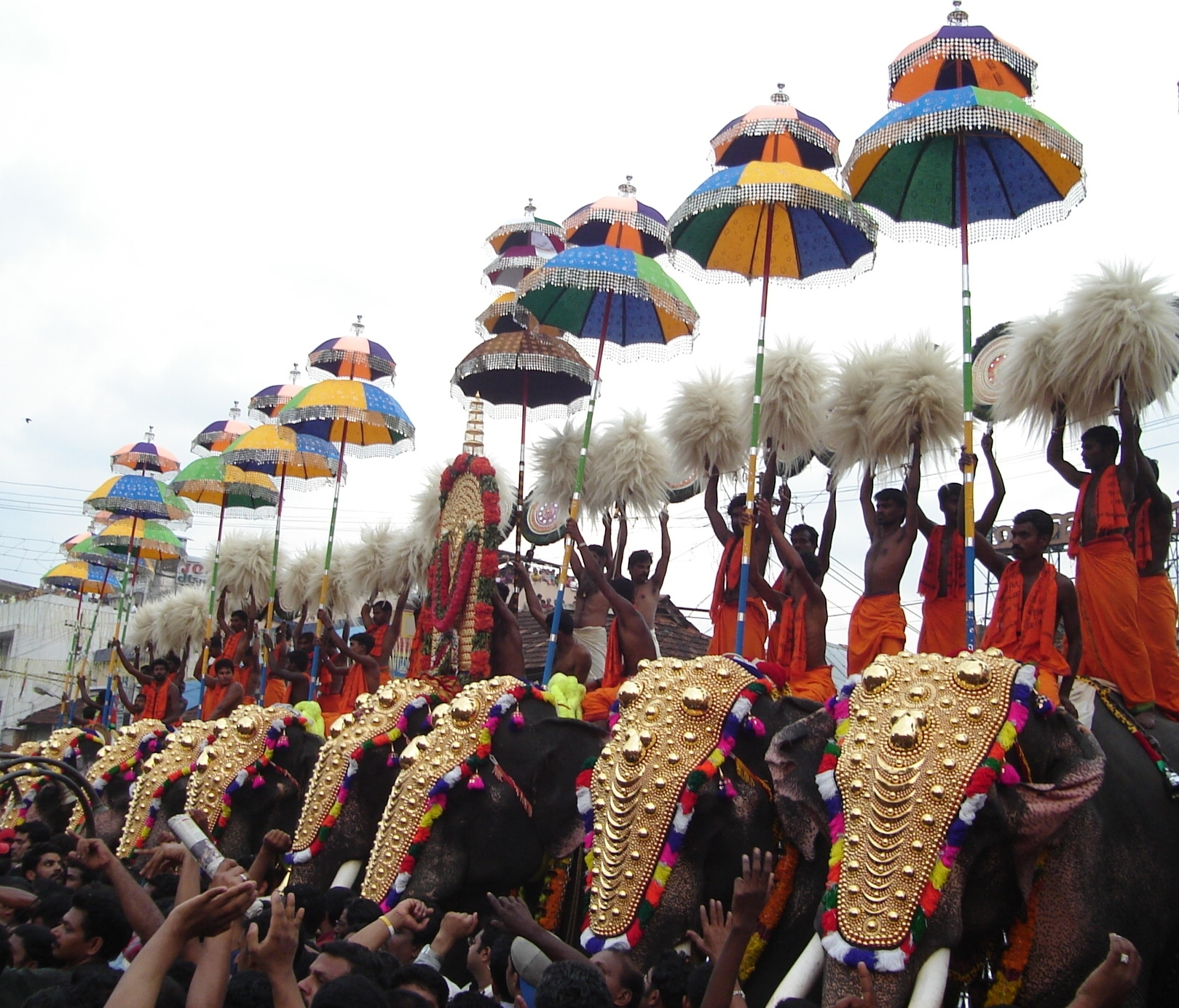
Pooram de Thrissur (2006).

### Historique
Le pooram de Thrissur, appelé « Le pooram de tous les poorams », a été organisé pour la première fois en 1798 par le souverain de la principauté de Cochin, Sakthan Thampuran (en) ou Raja Rama Varma.

### Le déroulement
Le pooram débute aux petites heures de la première journée et se déroule pendant 36 heures. Il présente l'un des plus grands rassemblements d'éléphants au monde. Le jour du pooram, quelque cinquante éléphants quittent le temple de Vadakkunnathan (en malayalam : വടക്കുന്നാഥ ക്ഷേത്രം), un ancien temple dédié à Shiva, situé au cœur de la ville et traversent le centre de la ville. Les éléphants sont décorés de nettipattam (décorations de coiffure dorées), de Kolam, de clochettes décoratives et de divers ornements. La parade est rythmée par le panchavadyam, un battement de tambour spontané.
À Thrissur, deux cortèges quittent deux temples et comptent chacun plusieurs dizaines d'éléphants caparaçonnés et ornés de décorations plaquées d'or. Les éléphants, accompagnés d'un orchestre de plus de cent percussionnistes, paradent de front et finalement s'affrontent au centre de la ville devant plusieurs centaines de milliers de spectateurs. Le temple gagnant est celui qui présentera les plus beaux éléphants avec le plus bel équipage ainsi que les plus belles ombrelles levées tour à tour déclenchant à chaque levé des cris parmi les nombreux dévots et curieux. Le pooram se termine par un feu d'artifice.

### Dates des poorams
Les derniers poorams de Thrissur se sont déroulés les 1er mai 2012, 21 avril 2013, 9 mai 2014, 29 avril 2015, 17 avril 2016 et 5 mai 2017.

## Galerie d'images

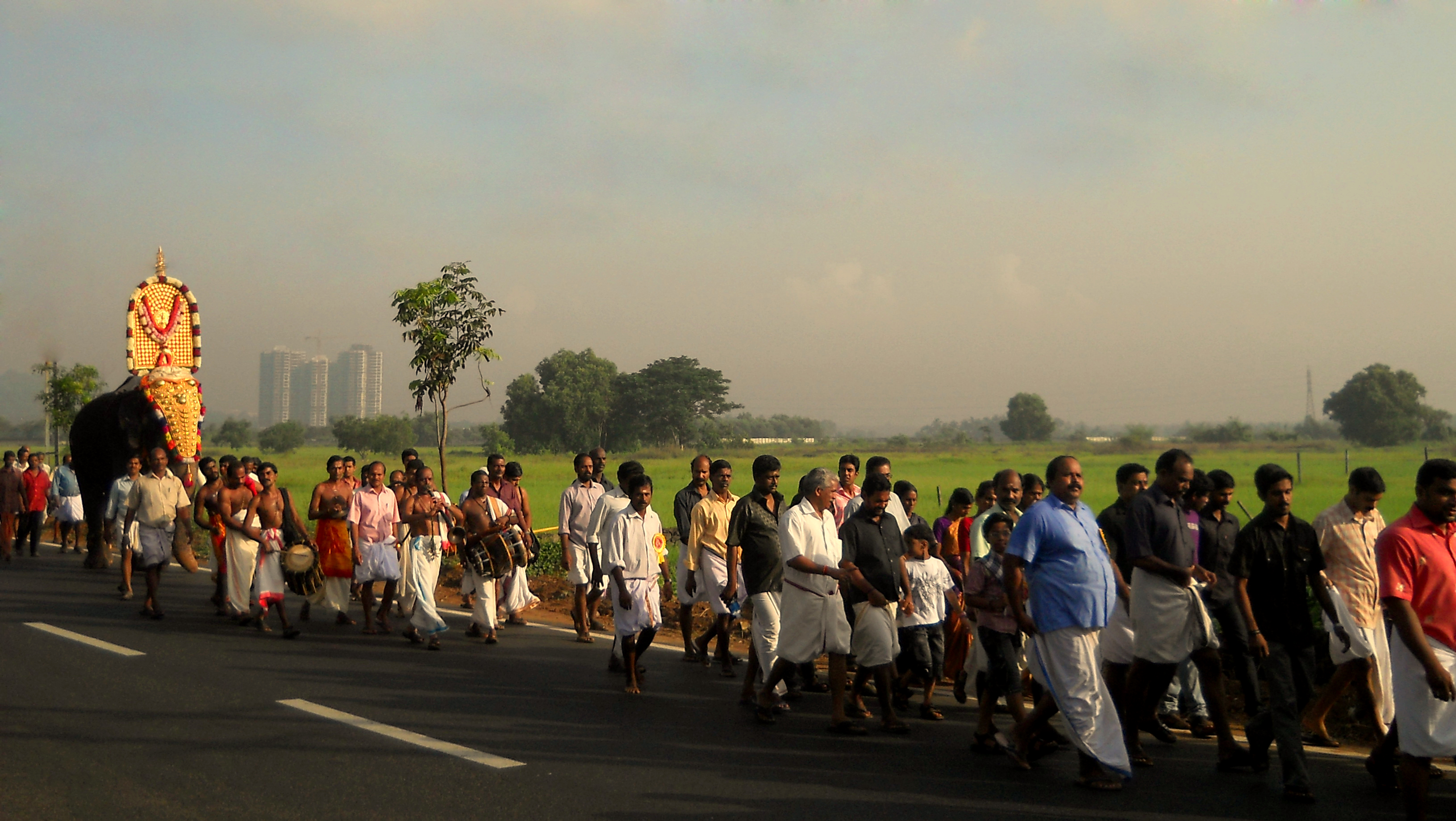
En route vers le pooram de Thrissur (2011)
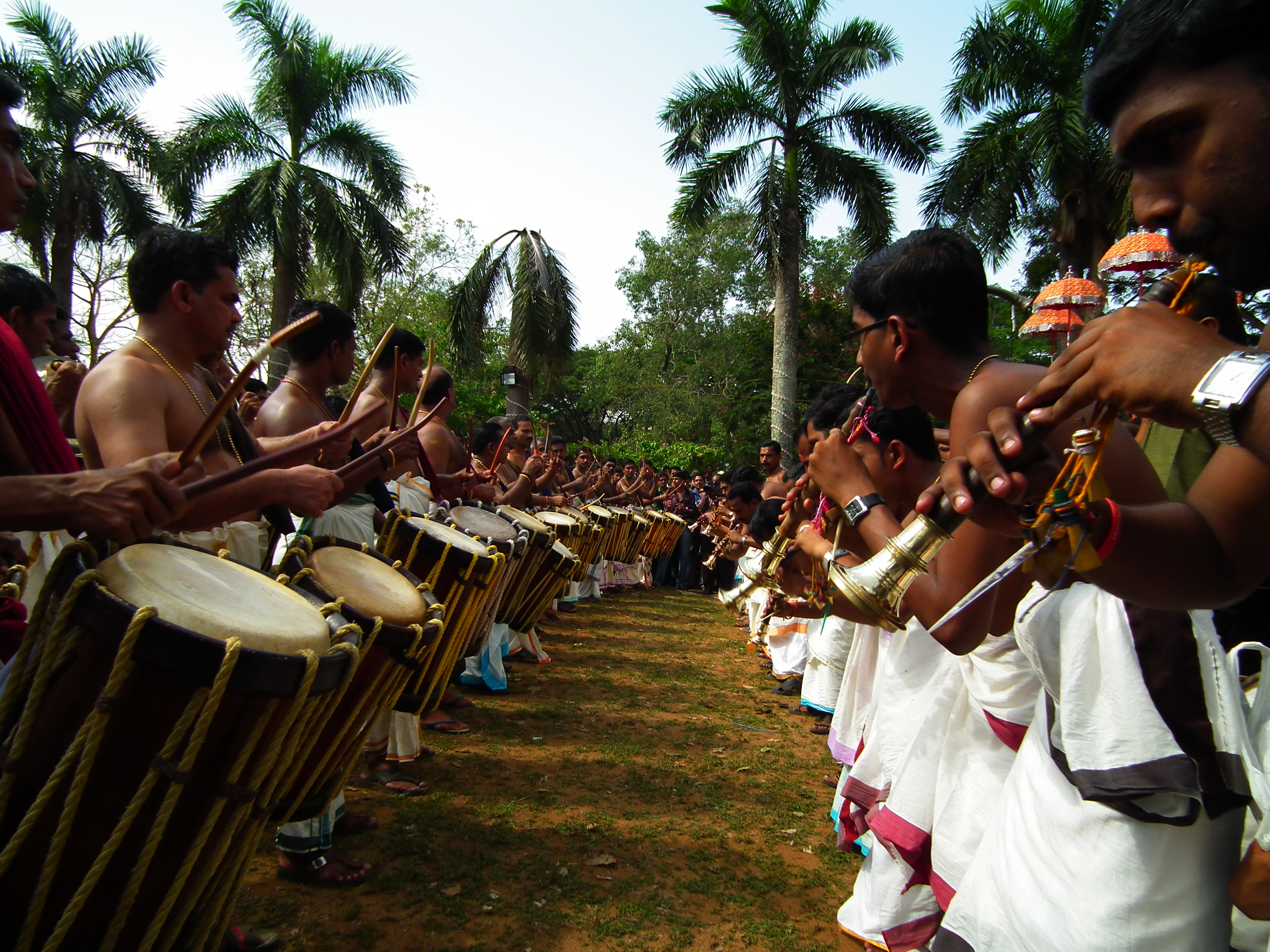
Joueurs de chenda, pooram de Thrissur 2011
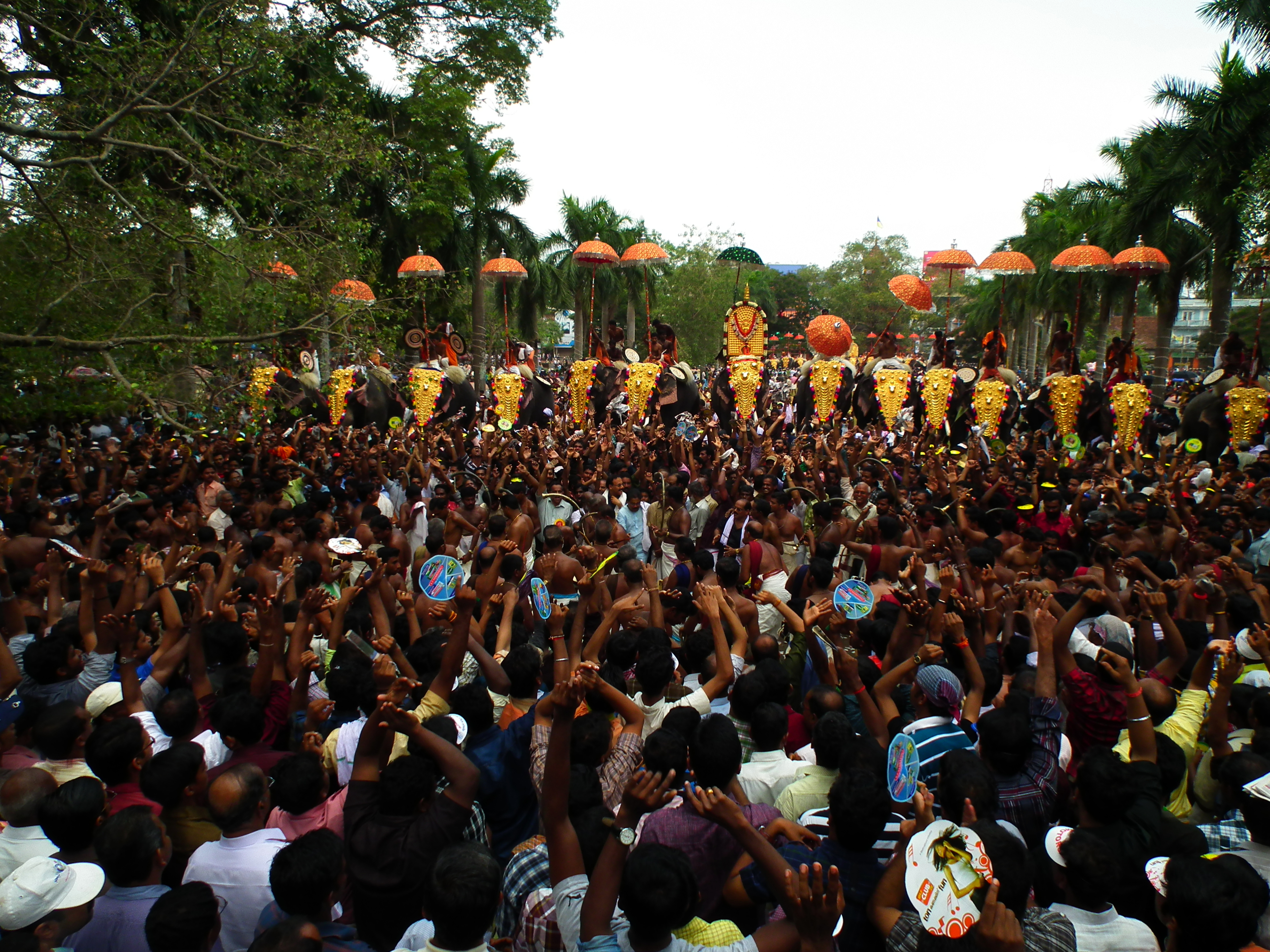
La foule, au pooram de Thrissur 2011